# Minardi M190
Der Minardi M190 war ein von Aldo Costa und Tomasso Carletti entworfener und von Minardi für die Formel-1-Saison 1990 gebauter Formel-1-Wagen. Das Auto wurde von einem Ford-Cosworth DFR V8-Motor angetrieben und fuhr auf Pirelli-Reifen. Minardi erzielte damit keine Punkte. Der Minardi M190 war der letzte in Faenza basierende Formel-1-Wagen, der bis zum Toro Rosso STR6 in der Saison 2011 auf Pirelli-Reifen fuhr.

## Renngeschichte
Minardi hatte den M189 in den ersten beiden Saisonrennen eingesetzt, jedoch ohne Punkte zu erzielen. Im dritten Saisonrennen, dem Großen Preis von San Marino, debütierte der M190. Pilotiert wurden die Italiener Pierluigi Martini und Paolo Barilla. Martini konnte nach einem Trainingsunfall nicht an den Start gehen, während Barilla sich für den 26. Startplatz qualifizierte. Er erreichte schließlich den 11. Platz – sein bestes Ergebnis des Jahres. Nach drei verpassten Qualifikationsrunden gegen Saisonende wurde Barilla für die letzten beiden Rennen des Jahres durch seinen Landsmann Gianni Morbidelli ersetzt. Morbidellis Qualifying-Leistungen waren besser, er beendete jedoch keines der Rennen, an denen er teilnahm. Der M190 erzielte für Minardi keine Punkte in der Konstrukteurswertung. Sein bestes Ergebnis war Martinis 8. Platz beim Großen Preis von Japan 1990.

## Lackierung
Der M190 behielt seine gelb-schwarz-weiße diagonal gestreifte Lackierung von 1989. Der Weggang von Luis Pérez-Sala bedeutete auch, dass Lois nach drei Saisons als Hauptsponsor ausschied und durch das italienische Holzverarbeitungsunternehmen SCM Group ersetzt wurde.